# 12278 Kisohinoki
12278 Kisohinoki este un asteroid din centura principală de asteroizi.

## Descriere
12278 Kisohinoki este un asteroid din centura principală de asteroizi. A fost descoperit pe 21 noiembrie 1990 la Kitami de Kin Endate și Kazuro Watanabe. Asteroidul prezintă o orbită caracterizată de o semiaxă mare de 2,68 ua, o excentricitate de 0,17 și o înclinație de 6,6° în raport cu ecliptica.